# Address The Nation
Address the Nation är hårdrocksgruppen H.E.A.Ts tredje studioalbum som släpptes i 28 mars 2012. Den första singeln som släpptes från albumet var "Living on the Run". Det är bandets första album där bandets nya sångare Erik Grönwall som gick med i gruppen i augusti 2010. Det är också det första albumet där bandet har arbetat med andra låtskrivare och där samtliga medlemmar har skrivit samtliga låtar. "Falling Down" skrevs av Magnus Andreasson och Martin Sandvik ifrån sleazebandet Hardcore Superstar.

## Låtlista
1. "Breaking the Silence" (H.E.A.T)
2. "Living on the Run" (H.E.A.T, Sharon Vaughn Fredrik Thomander, Per Månsson)
3. "Falling Down" (H.E.A.T, Magnus Andreasson, Martin Sandvik)
4. "The One and Only" (H.E.A.T)
5. "Better Off Alone" (H.E.A.T)
6. "In and Out of Trouble" (H.E.A.T, Sharon Vaughn)
7. "Need Her" (H.E.A.T)
8. "Heartbreaker" (H.E.A.T)
9. "It's All About Tonight" (H.E.A.T, Per Aldeheim)
10. "Downtown" (H.E.A.T)

## Medverkande

### H.E.A.T
- Erik Grönwall - sång
- Jimmy Jay - bas
- Dave Dalone - gitarr
- Crash - trummor
- Eric Rivers - gitarr
- Jona Tee - keyboard

### Andra medverkande
- Tobias Lindell - producent, mixning
- Dragan Tanaskovic - mastering
- Tomas Jonsson - saxofon (In and Out of Trouble)
- Bakgrundssång på "The One and Only": Malin Ljungeskog, Sophie Wittmeyer, Fillip Williams, Doreal Williams, Melisha Linnell och Zandile Zulu